# Wassily Hoeffding
Wassily Hoeffding né le 12 juin 1914 dans le grand-duché de Finlande (Empire russe) et mort le 28 février ou le 28 juillet 1991 à Chapel Hill (Caroline du Nord) est un statisticien et probabiliste finlandais et américain. Il est l'un des fondateurs des statistiques non paramétriques. Il a grandement contribué à l'introduction de la notion de U-statistique au sujet desquelles il a démontré de nombreux résultats. Il a laissé son nom entre autres à l'inégalité de Hoeffding, une inégalité de concentration, et au test d'indépendance de Hoeffding.

## Biographie
Hoeffding est né à Mustamäki (aujourd'hui Gorkovskoye), à 60km au nord-ouest de Saint-Pétersbourg, alors situé dans le Grand-duché de Finlande, faisant partie de l'Empire russe. Il est issu d'un milieu intellectuel : sa mère a fait des études de médecine et son père, d'origine danoise, est économiste et le neveu du philosophe Harald Høffding. Wassily Hoeffding partage son enfance entre la Russie (jusqu'à ses 6 ans), le Danemark (jusqu'en 1924) et l'Allemagne où il fait la plus grande partie de ses études. Il entre à Université de Berlin en 1934 pour y étudier les mathématiques. Il y suit entre autres le cours de calcul donné par Erhard Schmidt et le cours de théorie des nombres donné par Alfred Brauer. Sous la supervision de Alfred Klose, il écrit sa thèse de doctorat, intitulée Théorie de la corrélation invariante par changement d'échelle (Maszstabinvariante Korrelationstheorie). Il obtient son doctorat en 1940. Étant apatride depuis son départ de Russie, il est exempté de service dans la Wehrmacht jusqu'en 1944 où il échappe de nouveau à l'armée grâce à son diabète. Il quitte Berlin en 1945 après d'importants bombardements de la ville le 3 février. Après être passé par plusieurs villes d'Europe, il part à New-York en 1946. En 1947, il devient assistant de recherche à l'université de Caroline du Nord à Chapel Hill, où il restera toute sa carrière. Il obtient le titre de professeur en 1973 et prend sa retraite en 1979. Il meurt d'une pneumonie le 28 février 1991. 
Il a été président de l'Institut de statistique mathématique en 1969 et a été élu membre de la Société américaine de statistique.

## Recherche
Les travaux de Wassily Hoeffding portent en grande partie sur les statistiques non paramétriques, c'est-à-dire sur des méthodes qui ne supposent pas de distribution précise des données. Quelques-unes de ses contributions notoires sont :  
- Les U-statistiques dont il a formalisé la notion dans son article de 1948, A Class of Statistics with Asymptotically Normal Distribution, et sur lesquelles il démontre quelques propriétés importantes. Les U-statistiques, aujourd'hui fondamentales, permettent entre autres de décrire tous les estimateurs non paramétriques non biaisés[3]. Cet article a aussi donné introduit la décomposition de Hoeffding[4] utilisée en analyse de sensibilité.

- Le test d'indépendance de Hoeffding (en) qu'il a décrit en 1948[5]. Ce test permet de tester l'indépendance de deux variables aléatoires continues en imposant peu d'hypothèses sur leurs distributions (qu'elles soient identiques ou non).

- Le test non paramétrique de Fisher-Yates-Terry-Hoeffding (ou test de Terry-Hoeffding). En 1950 il étend un test présenté par Fisher et Yates en 1938 permettant de comparer les distributions de deux variables aléatoires[6].

- L'Inégalité de Hoeffding, une inégalité de concentration qu'il a prouvée en 1963. Cette inégalité est elle-même à l'origine du terme d'arbre de Hoeffding. Ces arbres n'ont pas été introduits par Hoeffding, mais se basent simplement sur l'inégalité de Hoeffding.

Son nom est aussi associé au lemme de Hoeffding (en), à la borne de Hoeffding, au coefficient {\displaystyle C_{1}} de Hoeffding et au procédé de Hoeffding-Blum-Kiefer-Rosenblatt.

## Travaux publiés
Wassily Hoeffding a effectué 38 publications, dont voici quelques-unes :
- On the distribution of the rank correlation coefficient t when the variates are not independent, 1947
- A class of statistics with asymptotically normal distribution, 1948
- A nonparametric test for independence, 1948
- The central limit theorem for dependent random variables, 1948
- "Optimum" nonparametric tests, 1951
- A combinatorial central limit theorem, 1951
- The large-sample power of test based on permutations of observations, 1952
- On the distribution of the expected values of the order statistics, 1953
- The efficiency of tests, 1955
- On the distribution of the number of successes in independent trials, 1956
- Distinguishability of sets of distributions. (The case of independent and identically distributed random variables.), 1958
- Lower bounds for the expected sample size and the average risk of a sequential procedure, 1960
- Probability inequalities for sums of bounded random variables, 1963